# Ferdinando di Diano
Ferdinando di Diano da Diano (também conhecido como Donatus Polienus; Siderno, ca. 1571 - século XVII) foi um matemático, abade, filósofo e teólogo italiano.

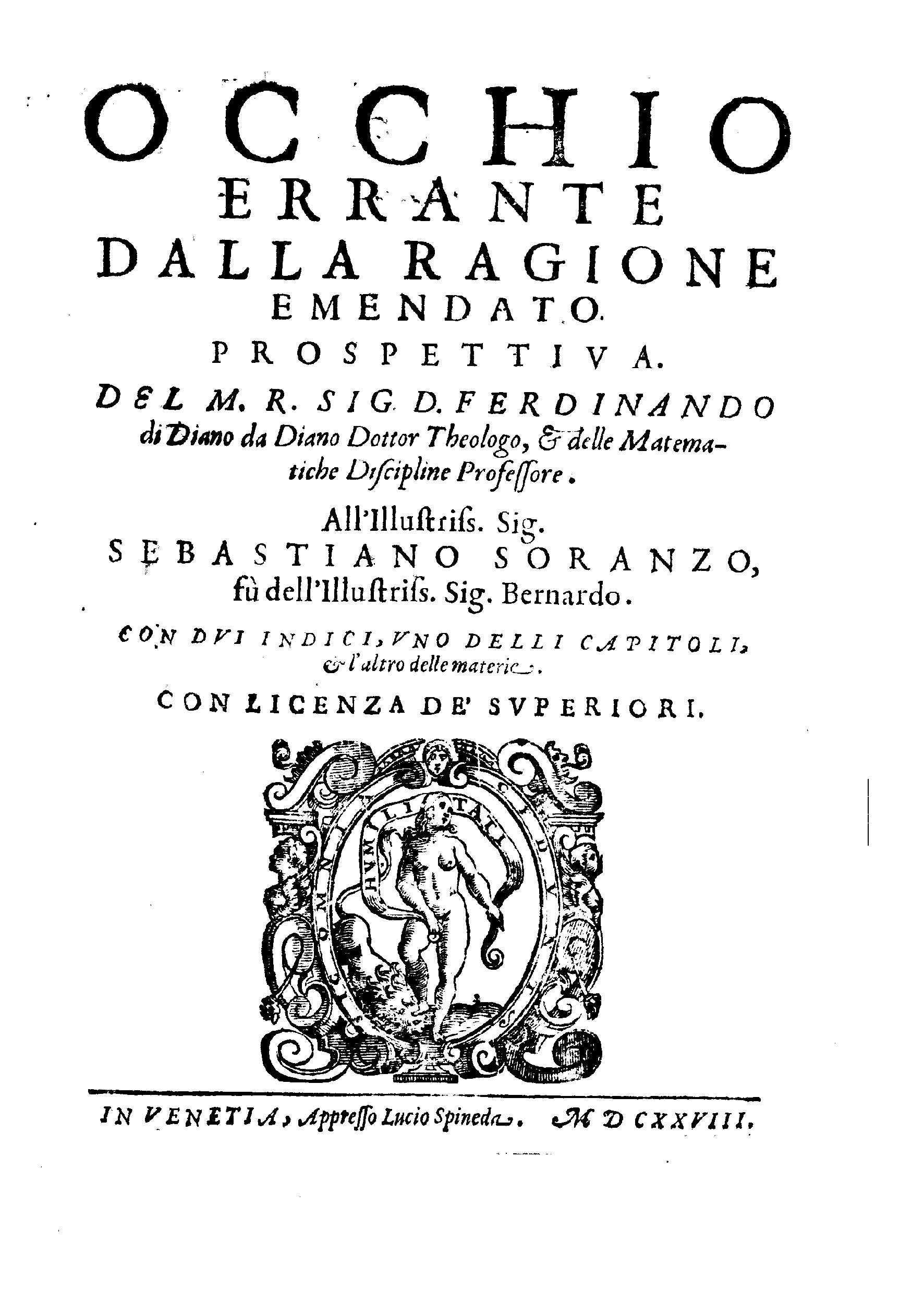
Occhio errante dalla ragione emendato, 1628

Escreveu pelo menos 15 obras sobre diferentes tópicos de história das religiões a ciências naturais.

## Vida
Nascido em Siderno, Calábria, Di Diano foi ativo como filósofo na Ligúria em torno de 1630.

## Obras
- Diano, Ferdinando di (1628). Occhio errante dalla ragione emendato. In Venetia: Lucio Spineda